# Залустежье
Залустежье — деревня в Осьминском сельском поселении Лужского района Ленинградской области.

## История
Впервые упоминается в писцовых книгах Шелонской пятины 1499 года, как деревня Залустерье в Сумерском погосте Новгородского уезда.
Как деревня Залустижье, состоящая из 65 крестьянских дворов, она обозначена на карте Санкт-Петербургской губернии Ф. Ф. Шуберта 1834 года.

ЗАЛУСТИЖЬЯ — деревня принадлежит её величеству, число жителей по ревизии: 249 м. п., 247 ж. п. (1838 год)

Как деревня Залустижье из 65 дворов она отмечена на карте профессора С. С. Куторги 1852 года.

ЗАЛУСТЕЖЬЯ — деревня Гдовского её величества имения, по просёлочной дороге, число дворов — 73, число душ — 291 м. п. (1856 год)

ЗАЛУСТИЖЬЕ — деревня удельная при озере безымянном, число дворов — 99, число жителей: 283 м. п., 296 ж. п. (1862 год)

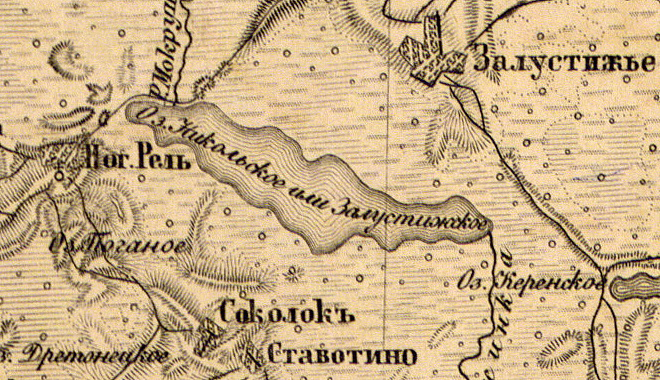
Деревня Залустежье на карте 1863 года

Согласно карте из «Исторического атласа Санкт-Петербургской Губернии» 1863 года деревня называлась Залустижье.
Сборник Центрального статистического комитета описывал её так:

ЗАЛУСТЕЖЬЯ — деревня бывшая владельческая при озере Залустежском, дворов — 102, жителей — 666; часовня, лавка. (1885 год)

В XIX — начале XX века деревня административно относилась к Осьминской волости 2-го земского участка 1-го стана Гдовского уезда Санкт-Петербургской губернии.
По данным «Памятной книжки Санкт-Петербургской губернии» за 1905 год деревня Залустежье образовывала Залустежское сельское общество.
С 1917 по 1919 год деревня Залустежье входила в состав Осьминской волости Гдовского уезда.
С 1920 года, в составе Залустежского сельсовета Осьминской волости Кингисеппского уезда.

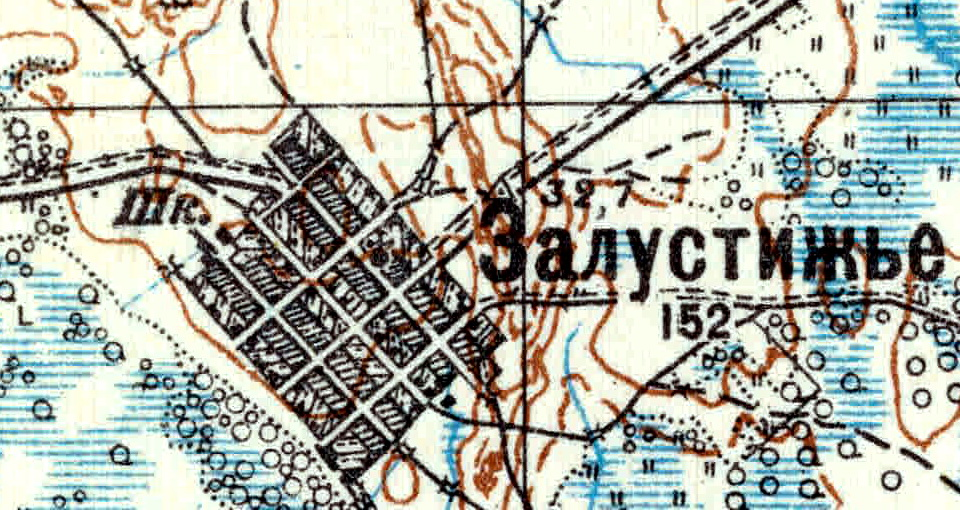
Деревня Залустежье карте 1926 года

Согласно топографической карте 1926 года деревня называлась Залустижье и насчитывала 152 крестьянских двора, в деревне была своя школа и часовня.
С 1927 года, в составе Осьминского района.
С 1928 года, в составе Рельского сельсовета. В 1928 году население деревни Залустежье составляло 679 человек.
По данным 1933 года деревня Залустежье входила в состав Релковского сельсовета Осьминского района.
С 1935 года, в составе Залустежского сельсовета.
C 1 августа 1941 года по 31 января 1944 года деревня находилась в оккупации.
С 1961 года, в составе Рельского сельсовета Сланцевского района.
С 1963 года, в составе Лужского района.
В 1965 году население деревни Залустежье составляло 129 человек.
По данным 1966, 1973 и 1990 годов деревня Залустежье также входила в состав Рельского сельсовета Лужского района.
По данным 1997 года в деревне Залустежье Рельской волости проживали 37 человек, в 2002 году — 56 человек (русские — 98 %).
В 2007 году в деревне Залустежье Осьминского СП проживали 30 человек.

## География
Деревня расположена в северо-западной части района на автодороге 41К-020 (Сижно — Осьмино).
Расстояние до административного центра поселения — 8 км.
Расстояние до ближайшей железнодорожной станции Молосковицы — 73 км.
Деревня находится к северу от Залустежского озера.

## Демография
| 1838 | 1862 | 1885 | 1928 | 1965 | 1997 | 2007 |
| ---- | ---- | ---- | ---- | ---- | ---- | ---- |
| 496  | ↗579 | ↗666 | ↗679 | ↘129 | ↘37  | ↘30  |
| 2010 | 2017 |      |      |      |      |      |
| ↗41  | ↘28  |      |      |      |      |      |

## Достопримечательности
Деревянная часовня во имя Казанской иконы Божией матери, постройки второй половины XIX века.

## Улицы
Дальняя, Сиреневая.